# Alexandre II (roi d'Épire)
Pour les articles homonymes, voir Alexandre II.
Alexandre II (en grec ancien Ἀλέξανδρος / Alexandros), né vers 295 et mort vers 252/247 ou 242 av. J.-C., fils de Pyrrhus, est un roi d'Épire de la dynastie des Éacides qui règne de 272 à 252/247 ou 242.

## Biographie
Alexandre II est le fils de Pyrrhus et de sa seconde épouse Lanassa, fille d'Agathocle, tyran de Syracuse. Le jeune prince suit son père en Italie mais il reste à Locres pour commander les troupes lorsque Pyrrhus passe en Sicile. Il se trouve en Épire lors de la mort de son père et lui succède en 272. Il épouse à cette époque Olympias II qui est sans doute sa demi-sœur. Le nouveau roi procède à l'évacuation de Tarente, conclut la paix avec Antigone II Gonatas et renonce à toutes les conquêtes récentes de Pyrrhus Ier dans le Péloponnèse, en Thessalie et en Macédoine.
Entre 271 et 265, à l'occasion d'une guerre en Illyrie contre le roi Mytilos, il étend son royaume sur l'Illyrie du sud, jusqu'au Shkumbin. C'est à cette époque que naissent les trois enfants du couples : Phthia, Pyrrhus II et Ptolémée. En 264, Alexandre II entreprend l'invasion de la Macédoine. Antigone II Gonatas, lors du siège d'Athènes, doit mener une campagne rapide pour chasser Alexandre du royaume de Macédoine. Alexandre est ensuite vaincu par Démétrios II à Dédéia. L'année suivante, celui-ci lance une contre-offensive qui se termine par l'invasion de l'Épire. Alexandre II doit s'exiler en Acarnanie. Le traité de paix signé en 263/262 entre les Étoliens et les Acarnaniens permet sa restauration. 
Entre 253 et 247, à la suite de la révolte d'Alexandre, fils de Cratère, dit Alexandre de Corinthe (en), contre son oncle Antigone II Gonatas, Alexandre II, avec la ligue étolienne, contribue au démembrement de la ligue acarnanienne (en) et annexe Médion et le nord-ouest de l'Acarnanie. Alexandre II, dont la mort n'est pas datée, disparaît vers 252/247, au plus tard en 242, et laisse la régence de ses fils mineurs à leur mère Olympias II.
Alexandre est mentionné dans l'édit no 13 de l'empereur indien Ashoka (vers 255), de la dynastie Maurya, comme l'un des bénéficiaires d'une mission de prosélytisme bouddhiste, avec un Antiochos (Antiochos II), un Ptolémée (Ptolémée II), un Antigone (Antigone II Gonatas), un Magas (Magas de Cyrène, qui exerce à l'époque le pouvoir sur la Cyrénaïque) et un Alexandre (certainement Alexandre II le roi d'Épire),.

## Descendance
De son mariage avec Olympias II, sa sœur-épouse, naissent :
- Pyrrhus II (né vers 271 av. J.-C.) ;
- Phthia (née vers 270), mère de Philippe V ;
- Ptolémée (né en 270).

## Source
- Pierre Cabanes, L'Épire de la mort de Pyrrhos à la conquête romaine (271-167 av. J.-C.), Facultés des lettres de Clermont-Ferrand, 1976, 644 p., p. 64-65 & 100-101.